# Girmont
Girmont war eine bis 2016 selbständige französische Gemeinde mit zuletzt 993 Einwohnern (Stand 1. Januar 2013) im Département Vosges in der Region Grand Est (bis 2015 Lothringen).
Mit Wirkung vom 1. Januar 2016 wurden die Gemeinden Thaon-les-Vosges, Girmont und Oncourt zu einer Commune nouvelle mit dem Namen Capavenir Vosges zusammengelegt, die seit dem 30. Dezember 2021 Thaon-les-Vosges heißt.

## Geografie
Der Ort liegt zehn Kilometer nördlich des Stadtzentrums von Épinal, der Hauptstadt (chef-lieu) des Départements Vosges.

## Geschichte
Im Jahr 1831 wurden ein Torhaus und eine alte römische Brücke entdeckt und freigelegt. 1853 fand man nahe Girmont zwei bronzene Armreifen aus der Hallstatt- bzw. Latènezeit, was Archäologen mit der Möglichkeit der Existenz eines römischen Lagers für die Überwachung der Mosel auf dem Gebiet des heutigen Girmont in Verbindung bringen.
Um das Jahr 1000 hieß Girmont Goërici Mont, benannt nach Goericus, Bischof von Metz von 614 bis 629. Das Malteserkreuz im Wappen deutet auf eine Gruppe Templer hin, die nahe Girmont siedelten.
Girmont war während des Ancien Régimes Sitz einer Bürgermeisterei im Einflussbereich des Bistums Metz. Kirchlich gehörte Girmont zum Dekanat Épinal im Bistum Saint-Dié.

### Bevölkerungsentwicklung
| Jahr      | 1962 | 1968 | 1975 | 1982 | 1990 | 1999 | 2006 | 2013 |
| --------- | ---- | ---- | ---- | ---- | ---- | ---- | ---- | ---- |
| Einwohner | 637  | 642  | 791  | 901  | 1032 | 952  | 940  | 993  |

Im Jahr 1990 wurde mit 1032 Bewohnern die bisher höchste Einwohnerzahl ermittelt. Die Zahlen basieren auf den Daten von cassini.ehess.fr.

## Sehenswürdigkeiten
- Kirche Mariä Geburt (Église de la Nativité-de-Notre-Dame), Monument historique[3]

## Wirtschaft und Infrastruktur
Die Landwirtschaft spielt in Girmont eine untergeordnete Rolle. Durch die Nähe zu den Industriegebieten und Gewerbeparks von Thaon-les-Vosges und Épinal bilden die Berufspendler die größte Gruppe der Erwerbstätigen in Girmont.
In Thaon-les-Vosges auf der gegenüberliegenden Seite der Mosel besteht ein Anschluss an die autobahnartig ausgebaute RN 57 von Nancy nach Épinal sowie an das Bahnnetz der TER Lorraine (Bahnstrecke Blainville-Damelevières–Lure).

## Belege
1. ↑  Décret no 2021–1921 du 30 décembre 2021 portant changement du nom de communes , www.legifrance.gouv.fr, abgerufen am 21. Januar 2022.
2. ↑  Girmont auf cassini.ehess.fr
3. ↑  Kirche Nativité-de-Notre-Dame in der Base Mérimée des französischen Kulturministeriums (französisch)